# Bajót
Bajót là một thị trấn thuộc hạt Komárom-Esztergom, Hungary. Thị trấn này có diện tích 16,44 km², dân số năm 2010 là 1557 người, mật độ 95 người/km².